# Brda (Brdská vrchovina)

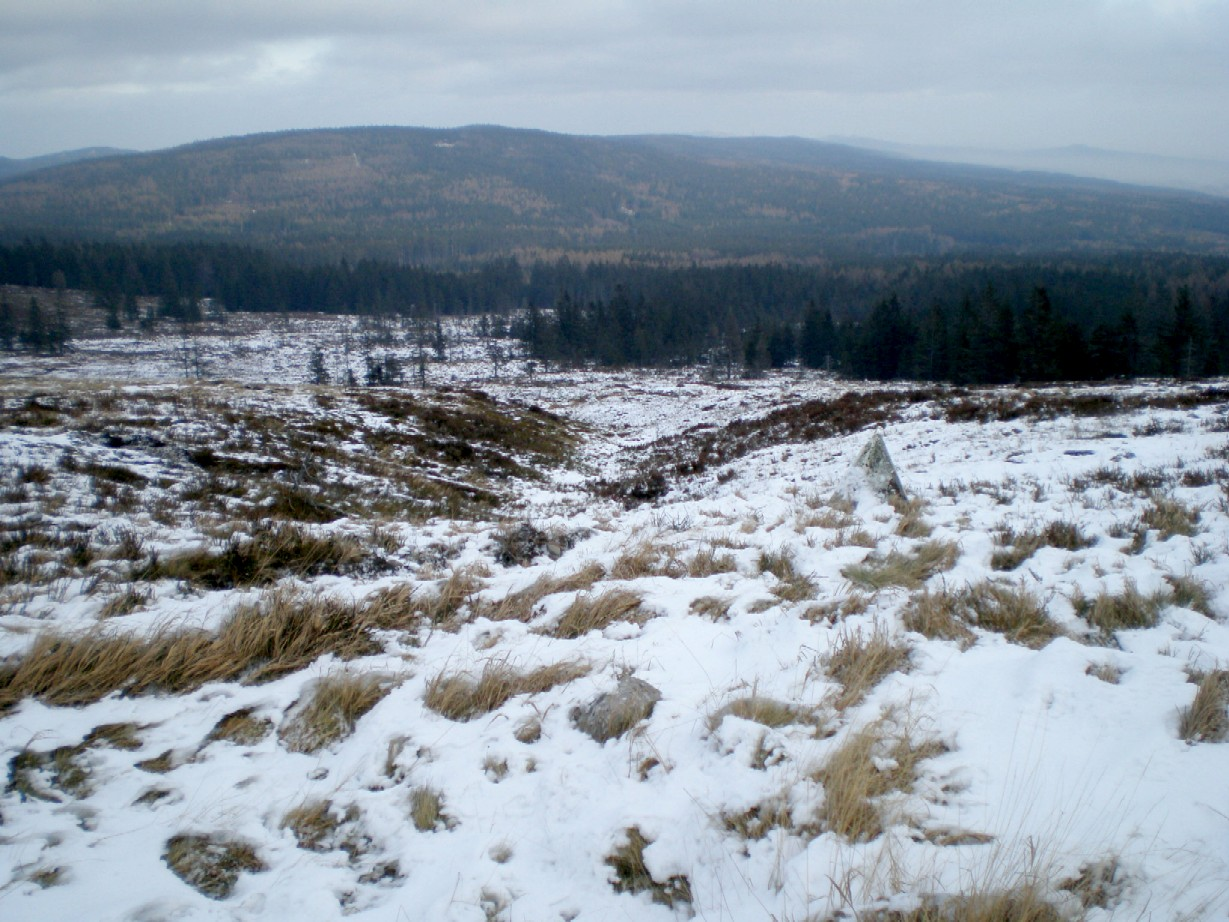
Brda v zimě

Brda je název hory, ležící ve střední části Brdské vrchoviny cca 2,5 km severozápadně od obce Drahlín (hora je v současné době oficiálně nepřístupná - leží na území Posádkového cvičiště Jince) a současně také název cílové plochy dělostřelecké střelnice. Ta se nalézá v SZ svazích hory Brda a J svazích vrchu Stará Baština (677 m). Někdy je tato cílová plocha také nazývána Baštinou, nebo Jineckou Baštinou.
Jedná se o vícevrcholovou horu, nejvyšší bod se nachází v místě, zvaném Černá skála. Hřeben pak pokračuje na SV, přes vrch Sádka (709 m), na kterém byla vybudována radioreléová stanice, tzv.směrová anténa, sloužící pro komunikaci ozbrojených sil. (V současnosti došlo k modernizaci zařízení). Hřeben dál pokračuje přes Klouček (681 m) a dále se snižuje a suťovým Slonovcem se sklání do údolí Litavky.
K JZ klesá hřeben Brdy do sedla U křížku (674 m), v němž najdeme křižovatku silnice z Příbrami a Obecnice do Zaječova, resp. Komárova s horskou silničkou, zvanou Aliance nebo také Alianka. Ta stoupá severovýchodními svahy nejvyšší hory Brd Toku (865 m) a dále pokračuje až před lovecký zámeček Tři Trubky v Třítrubeckém údolí.